# Crossopriza srinagar
Crossopriza srinagar (лат.) — вид пауков-сенокосцев рода Crossopriza (Smeringopinae, Pholcidae). Распространён в Индии (штат Джамму и Кашмир) и Пакистане (Столичная территория Исламабад, Хайбер-Пахтунхва). Назван по месту обнаружения (Srinagar, Джамму и Кашмир).

## Описание
Мелкие пауки-сенокосцы, длина тела 3,4 мм, ширина карапакса 1,4 мм, длина ног до 3 см. Карапакс охристо-желтый, спереди в срединной ямке и заднем треугольнике светло-коричневый; стернум коричневый с тёмно-коричневыми радиальными метками; ноги охристо-жёлтые, без тёмных колец, с чёрными линиями на бёдрах и голенях; брюшко бледно-серое, с несколькими тёмными метками дорсально и латерально; вентрально с прерывистой тёмной полосой, с двумя тёмными параллельными продольными метками за гонопором и более светлой коричневой меткой медиально. Биология не исследована.

## Систематика
Вид был впервые описан в 2022 году в ходе исследования разнообразия пауков Азии, проведённого немецким арахнологом Бернхардом Хубером (Bernhard Huber, Alexander Koenig Research Museum of Zoology, Бонн, Германия). Отличается от близких видов деталями пальп самца (длинный и тонкий прокурсус слегка изогнут вентрально; дистальный бульбальный склерит с заметным вентральным отростком и отличительным набором пролатеральных апофизов; пальпы похожи на Crossopriza parsa), хелицерами самцов (срединная пара апофизов в довольно латеральном положении, латеральная пара сопровождается дополнительной проксимальной парой бугорков) и эпигинумом (относительно длинный, с парой крупных карманов).